# William Sterndale Bennett
Sir William Sterndale Bennett (ur. 13 kwietnia 1816 w Sheffield, zm. 1 lutego 1875 w Londynie) – angielski kompozytor, dyrygent i pianista.

## Życiorys
Pochodził z rodziny muzyków, jego dziadek John był kantorem, ojciec Robert natomiast organistą. Jako 8-latek został chórzystą w King’s College na University of Cambridge. W wieku 10 lat podjął naukę w Royal Academy of Music w Londynie, gdzie jego nauczycielami byli Charles Lucas (teoria), Paolo Spagnoletti (skrzypce), William Henry Holmes (fortepian) oraz William Crotch i Cipriani Potter (kompozycja). Już w czasie studiów komponował i koncertował jako pianista. W 1832 roku zagrał w Cambridge swój I Koncert fortepianowy d-moll. W 1833 roku dał koncert w Royal Academy of Music w Londynie, gdzie poznał przebywającego tam wówczas Felixa Mendelssohna. W latach 1836–1837 przebywał u Mendelssohna w Lipsku, gdzie występował jako pianista i dyrygent z Gewandhausorchester. Nawiązał też przyjaźń z Robertem Schumannem, który zadedykował Bennettowi swoje Etiudy symfoniczne i chwalił go na łamach „Neue Zeitschrift für Musik”. W latach 1841–1843 ponownie przebywał w Niemczech, poznając w Kassel Louisa Spohra.
Od 1842 do 1848 roku prowadził koncerty londyńskiego Philharmonic Society, pełniąc w tym czasie jednocześnie funkcję jego dyrektora. W 1849 roku założył Bach Society, z którym popularyzował w Anglii dzieła chóralne J.S. Bacha. W 1854 roku dokonał angielskiego prawykonania Pasji według św. Mateusza. Od 1856 do 1866 roku ponownie występował z Philharmonic Society. W 1856 roku został wykładowcą muzyki na University of Cambridge, a w 1866 roku objął stanowisko dyrektora Royal Academy of Music. Dyrygował orkiestrami na festiwalach w Leeds (1858) i Birmingham (1867). W 1867 roku otrzymał tytuł Master of Arts, a w 1870 roku Uniwersytet Oksfordzki nadał mu stopień doktora. W 1871 roku otrzymał z rąk królowej Wiktorii tytuł szlachecki. Został pochowany w Opactwie Westminsterskim.

## Wybrane kompozycje
(na podstawie materiałów źródłowych)

### Utwory orkiestrowe
- Symfonia g-moll (1837)
- 4 koncerty fortepianowe (I d-moll 1832, II Es-dur 1833, III c-moll 1834, IV f-moll 1838 zrewid. 1839)
- Uwertura d-moll (1833)
- uwertura The Merry Wives of Windsor (1834)
- uwertura Parisina (1835)
- uwertura The Naiads (1836)
- uwertura The Wood Nymphs (1838)
- uwertura Marie du Bois (1843, zrewid. 1844)
- Kaprys E-dur na fortepian i orkiestrę (1838)
- Concert-Stück A-dur na fortepian i orkiestrę (1841–1843)
- fantazja-uwertura Paradise and the Peri (1862)

### Utwory kameralne
- Sekstet fis-moll na instrumenty smyczkowe i fortepian
- Trio A-dur na skrzypce, wiolonczelę i fortepian
- Sonata na wiolonczelę i fortepian

### Utwory wokalno-instrumentalne
- oratorium Zion (1839)
- kantata The May Queen na sopran, alt, tenora, bas, chór i orkiestrę (1858)
- Ode for the Opening of the International Exhibition (1862)
- Ode to the Installation of the Duke of Devonshire (1862)
- oratorium The Woman of Samaria (1867)

### Muzyka do sztuk teatralnych
- Ajax, według Sofoklesa (ok. 1872)